# باغلوجه (قروه)
باغلوجه (قروه)، روستایی از توابع بخش دلبران شهرستان قروه در استان کردستان ایران است.

## جمعیت
این روستا در دهستان دلبران قرار دارد و براساس سرشماری مرکز آمار ایران در سال ۱۳۸۵، جمعیت آن ۲۸۱ نفر (۷۶خانوار) بوده است و اکثراً به دامداری و کشاورزی و تولید کیف مشغول بوده و کارگاه‌های متعدد کیف در آن وجود دارد. زبان مردم باغلوجه ترکی آذربایجانی است.